# Júlia Turzáková
Júlia Turzáková (* 20. April 1979) ist eine slowakische Badmintonspielerin. 

## Karriere
Júlia Turzáková gewann 1996 ihre erste Medaille bei den nationalen Titelkämpfen der Slowakei. Es sollte jedoch noch zwölf Jahre dauern, bevor sie 2008 ihren ersten nationalen Titel gewinnen konnte. 2012 folgte ein weiterer Titelgewinn.